# 加斯東·勒諾特
加斯東·勒諾特（法語：Gaston Lenôtre，法語發音：[ɡastɔ̃ lənotʁ]；1920年5月28日—2009年1月8日）出生於法國諾曼第大區厄爾省的聖尼古拉-迪博斯克，是20世紀法國著名糕點師之一，他開設了École Lenôtre烹飪藝術學院，每年養成許多廚師、糕點師和糖果師，他也是將法式料理帶進華特迪士尼世界度假區的功臣之一，加斯東·勒諾特的姪子帕特里克·勒諾特（法語：Patrick Lenôtre）也是著名糕點師。

## 生平
加斯東·勒諾特的雙親都是廚師，父親是巴黎大酒店的廚師，母親曾經服侍過佩雷爾（法語：Famille Pereire）男爵的家族、羅斯柴爾德男爵的家族。
1947年28歲的時候，他搬到蓬托德梅爾開設糕點店鋪，10年後將店鋪賣掉，到巴黎十六區開設糕點店，很短的時間內就成為巴黎著名的糕點供應商，1968年48歲的時候，他在法蘭西島大區伊夫林省的普萊西爾，創設自己的糕點研發實驗室，三年後成立École Lenôtre烹飪藝術學院，有系統的培育法式料理廚師、糕點師和糖果師，著名的學生有九星名廚艾倫·杜卡斯、皮埃爾·艾爾梅。
1975年他透過自己的技術做技術轉移和跨國合作，和德國卡迪威百貨公司，最多時開了多達50餘家的糕點店鋪，而他也陸續開了幾個餐廳：
- 1976 Pré Catelan
- 1985 Élysée Pavilion、Restaurant panoramique

1982年的時候，則和保羅先生、罗歇·韦尔热，一起聯手在美國佛羅里達州奧蘭多的華特迪士尼世界度假區，成功創立法國館（法語：Chefs de France）
2009年1月12日加斯東·勒諾特逝世，享年88歲。

## 相關連結
- École Lenôtre烹飪藝術學院官方網站 （页面存档备份，存于）
- École Lenôtre烹飪藝術學院臉書粉絲專頁 （页面存档备份，存于）
- 華特迪士尼世界度假區的Les Chefs de France （页面存档备份，存于）